# Hielke Heida
Hielke Marten Heida (1983) is een Nederlandse voetbalscheidsrechter.
Hij debuteerde in 2011 in de Jupiler League bij de wedstrijd FC Oss - Go Ahead Eagles (5-3).